# История «Властелина колец»
«История „Властелина колец“» (англ. The History of The Lord of the Rings) — серия из четырёх томов, созданная Кристофером Толкином, которая документирует процесс написания Дж. Р. Р. Толкином романа «Властелин колец». Книги этой серии также нумеруются как тома с VI по IX «Истории Средиземья».

## Книги серии
1. «Возвращение Тени» (англ. The Return of the Shadow; 1988)
2. «Измена Изенгарда» (англ. The Treason of Isengard; 1989)
3. «Война Кольца» (англ. The War of the Ring; 1990)
4. «Саурон Побеждённый» (англ. Sauron Defeated; 1992). Также издавалась под заголовком «Конец Третьей Эпохи», см. ниже.

## Происхождение названий книг
Названия томов происходят от отвергнутых названий отдельных книг «Властелина Колец». Толкин воспринимал его как единый том, состоящий из шести книг, а кроме того — обширных приложений; но первоначальный издатель разбил этот том на три, публикуя по две книги в томе, а приложения — вместе с третьим. Заголовки, предложенные Толкином для отдельных книг, были следующими:
- Книга I — «Первое путешествие», или «Кольцо выходит в путь»;
- Книга II — «Поход девяти путников», или «Кольцо уходит на юг»;
- Книга III — «Измена Изенгарда»;
- Книга IV — «Поход кольценосцев», или «Кольцо уходит на восток»;
- Книга V — «Война Кольца»;
- Книга VI — «Конец Третьей Эпохи».

Название «Возвращение Тени» происходит от отвергнутого названия первого тома существующего трёхтомника.
Три из заголовков томов «Истории Властелина Колец» также используются как заголовки книг семитомного издания «Властелина Колец»: «Измена Изенгарда» для Книги III, «Война Кольца» для Книги V и «Конец Третьей Эпохи» для Книги VI.

## Содержание книг
Первый том охватывает три изначальные стадии сочинения «Властелина Колец», или, как Кристофер Толкин назвал их, «фазы» и заканчивается входом Братства Кольца в подземелья Мории. Второй продолжает повествования вплоть до встречи с Теоденом, королём Рохана, и включает обсуждение оригинальной карты Средиземья в конце Третьей Эпохи и развитие Кирта. «Война Кольца» повествует о событиях вплоть до открытия Чёрных Ворот. Последний том заканчивает историю, включая в себя также и впоследствии отвергнутый «Эпилог», в котором Сэм отвечает на вопросы своих детей.
«Саурон Побеждённый» также включает в себя «Записки Клуба Идей» (англ. Notion Club Papers) — историю о путешествии во времени, относящуюся к Нуменору; черновик истории о затоплении Анадунэ и единственный написанный обзор адунайского языка. Однако некоторые издания в бумажном переплете, в этом случае озаглавливаемые «Конец Третьей Эпохи», включают только материал «Властелина Колец», который составляет лишь треть оригинального издания.
Первоначально «История Властелина Колец» должна была выйти в трёх томах, а не в четырёх. Когда «Измена Изенгарда» была впервые опубликована (в бумажном переплёте), восьмой том («Война Кольца») назывался «Саурон Побеждённый» и рассматривался в качестве финального тома серии.

## Значения надписи на первой странице
На первой странице каждого тома «Истории Средиземья» можно видеть надпись рунами Феанора (Тенгвар, алфавит, придуманный Толкином для Высоких эльфов), написанную Кристофером Толкином и кратко объясняющую содержание книги. В «Истории Властелина Колец» надписи гласят:
- В Книге VI:

В «Возвращении Тени» отслеживаются первые формы истории Властелина Колец; здесь путешествие хоббита, который нес Великое Кольцо, изначально названного Бинго, а впоследствии — Фродо, прослеживается от Хоббитона в Шире через Старый лес до Заветери и Ривенделла, и заканчивается в этом томе у могилы Балина, гномьего владыки Мории.
- В Книге VII:

В «Измене Изенгарда» история Братства Кольца отслеживается от Ривенделла, Мории и страны Лотлориэн до времени её окончания в Калембеле у Андуина, великой реки, затем повествуется о возвращении Гэндальфа Митрандира, о встрече хоббитов с Фангорном и о войне предателя Сарумана со Всадниками Рохана.
- В Книге VIII:

В «Войне Кольца» отслеживается история событий у Хельмовой Пади и затопление Изенгарда энтами, затем рассказывается о путешествии Фродо с Сэмуайзом и Голлумом к Мораннону, о встрече с Фарамиром и лестнице в Кирит Унгол, битве на Пелленорских полях и о приходе Арагорна с флотом Умбара
- В Книге IX:

В этой книге сначала отслеживается история уничтожения Кольца Всевластья и падение Саурона в конце Третьей Эпохи. Затем следует рассказ о пришествии Катаклизма Запада в решения некоторых учёных из Оксфорда и о падении Саурона, называемого Зигур (англ. Zigûr), при затоплении Анадунэ.

## Словообразование у Толкина
На основании «Истории Властелина Колец» Т. Шиппи выдвинул версию происхождения некоторых имён собственных в Легендариуме Толкина:

Толкин отыскал некоторые важные имена в точности таким же способом — с помощью случайной цепочки созвучий, например: «Мархад — Мархат — Мархельм — Мархун — Мархайз — Марульф», или — в поисках имени для Арагорна, который позже получил дополнительное прозвище Эльфстоун (Эльфийский Камень): «Эльфстан — Эледон — Арагорн — Элдакар — Элдалин — Квэндемир», или для Гандальфова коня Скадуфакса: «Наротал — Фэрфакс — Сноуфакс — Огнебег — Арод? Арагорн?». Странно видеть, что имя Арагорн могло бы стать лошадиной кличкой! Ещё удивительнее, учитывая все сказанное ранее по поводу имени Сарумана, что Саруман мог бы носить совершенно бессмысленное имя Сарамонд.